# Pectinura vestita
Pectinura vestita is een slangster uit de familie Ophiodermatidae.
De wetenschappelijke naam van de soort werd in 1843 gepubliceerd door Edward Forbes.